# 1. Liga (Feldhandball) 1950
Die Spielzeit 1950 war die 16. reguläre Spielzeit der zweithöchsten Spielklasse im Schweizer Feldhandball und gleichzeitig die fünfte der 1. Liga.

## Modus
In dieser Saison spielen 3 Mannschaften im Modus „Jeder gegen Jeden“ mit einem Heim- oder Auswärtsspiel um die 1. Liga-Meisterschaft und den Aufstieg. Bei Punktgleichheit entscheidet die bessere Tordifferenz. Der Tabellenerste am letzten Spieltag ist der Aufsteiger 1950.

## Finalrunde

### Rangliste
| Pl.                           |  | Verein            | Sp. | S | U | N | Tore    | Diff. | Punkte |
| ----------------------------- |  | ----------------- | --- | - | - | - | ------- | ----- | ------ |
| 1.                            |  | STV Winterthur    | 2   | 2 | 0 | 0 | 016:80  | +8    | 04:00  |
| 2.                            |  | TV Länggasse Bern | 2   | 1 | 0 | 1 | 017:140 | +3    | 02:20  |
| 3.                            |  | BTV Aarau II      | 2   | 0 | 0 | 2 | 08:190  | −11   | 00:40  |
| Quelle: , Stand: 17. Mai 2017 |  |                   |     |   |   |   |         |       |        |

| Zum Finalrundeende 1950: |                                            |
|                          |                                            |
|                          | Direkter Aufstieg in die Nationalliga 1951 |